# マリア・アルテマン
マリア・スウェレン・アルテマン（Maria Suelen Altheman 1988年8月12日- ）は、ブラジルのサンパウロ出身の柔道選手。階級は78kg超級。身長173cm。体重109kg。初段。

## 人物
柔道は9歳の時に始めた。国際大会では何度も上位に食い込むもののなかなか優勝はなかったが、2011年のグランプリ・アムステルダムで優勝した。2012年1月のワールドマスターズでは初戦で中国の佟文には敗れたものの、背負投で有効ポイントを取る健闘も見せた(佟文がポイントを取られるのはかなり珍しいケース)。5月のグランドスラム・モスクワでも優勝を飾った。7月のロンドン・オリンピックでは準々決勝で日本の杉本美香の足車で敗れると、その後の3位決定戦でも佟文の腕緘で敗れてメダルを獲得できなかった。10月に地元で開催された世界団体では3位となった。2013年に入るとワールドマスターズでは2位、グランドスラム・バクー及び グランドスラム・モスクワのグランドスラム大会では2度の優勝を遂げた。地元のリオデジャネイロで開催された世界選手権では決勝まで進むが、ロンドンオリンピック金メダリストであるキューバのイダリス・オルティスの合技で敗れ2位に終わった。2014年の世界選手権では準決勝で田知本愛と対戦し指導1で破るも、決勝ではオルティスの裏投げに敗れて2年連続2位となった。2016年に地元で開催されたリオデジャネイロオリンピックでは初戦で敗れた。2019年の世界選手権は5位だったが、世界団体では3位になった。2021年の世界選手権では準々決勝で冨田若春に敗れるも、その後の3位決定戦でオルティスを18度目の対戦で初めて破って3位になった。
7月に日本武道館で開催された東京オリンピックでは準々決勝でロマヌ・ディッコに敗れるなどして7位だった。

## 主な戦績
(階級表記のない大会は全て78kg超級での成績)
- 2005年 - パンナム選手権　78kg超級　3位　無差別　7位
- 2010年 - グランプリ・デュッセルドルフ　5位
- 2010年 - パンナム選手権　78kg超級　3位　無差別　3位
- 2010年 - グランドスラム・リオデジャネイロ　2位
- 2010年 - グランドスラム・東京　5位
- 2011年 - ワールドマスターズ　5位
- 2011年 - ワールドカップ・プラハ　3位
- 2011年 - パンナム選手権　3位
- 2011年 - グランドスラム・リオデジャネイロ　5位
- 2011年 - ワールドカップ・サンパウロ　3位
- 2011年 - ワールドカップ・マイアミ　2位
- 2011年 - ミリタリーワールドゲームズ　5位
- 2011年 - ワールドカップ・タシュケント　3位
- 2011年 - ワールドカップ・アルマトイ　2位
- 2011年 - パンアメリカン競技大会　3位
- 2011年 - グランプリ・アムステルダム　優勝
- 2012年 - パンナム選手権　3位
- 2012年 - グランドスラム・モスクワ　優勝
- 2012年 - ロンドン・オリンピック　5位
- 2012年 - グランプリ・アブダビ　2位
- 2012年 - 世界団体 3位
- 2012年 - グランプリ・青島　5位
- 2012年 - グランドスラム・東京　3位
- 2013年 - グランプリ・デュッセルドルフ　優勝
- 2013年 - ヨーロッパオープン・プラハ　3位
- 2013年 - グランドスラム・バクー　優勝
- 2013年 - ワールドマスターズ　2位
- 2013年 - 世界軍人選手権大会　2位
- 2013年 - グランドスラム・モスクワ　優勝
- 2013年 - 世界選手権　2位
- 2014年 - グランドスラム・パリ　3位
- 2014年 - ヨーロッパオープン・ローマ　3位
- 2014年 - グランプリ・サムスン　3位
- 2014年 - 世界選手権　2位
- 2015年 - パンアメリカン競技大会　3位
- 2016年 -　グランプリ・ハバナ　5位
- 2016年 - グランプリ・デュッセルドルフ　優勝
- 2016年 - パンナムオープン・リマ　優勝
- 2016年 - グランプリ・トビリシ 2位
- 2016年 - パンナム選手権　2位
- 2016年 - グランドスラム・アブダビ　優勝
- 2017年 -　グランプリ・トビリシ　2位
- 2017年 -　世界団体　2位
- 2017年 - グランドスラム・アブダビ　3位
- 2017年 -　グランドスラム・東京　3位
- 2017年 -　ワールドマスターズ　3位
- 2018年 -　グランドスラム・エカテリンブルグ　2位
- 2018年 -　グランプリ・フフホト　3位
- 2018年 -　世界選手権　5位
- 2018年 -　グランプリ・カンクン　2位
- 2018年 -　ワールドマスターズ　3位
- 2019年 - ヨーロッパオープン・オーバーヴァルト　3位
- 2019年 - グランドスラム・デュッセルドルフ　3位
- 2019年 - グランドスラム・エカテリンブルグ　優勝
- 2019年 - 世界選手権　5位
- 2019年 -　世界団体　3位
- 2019年 - グランドスラム・ブラジリア　2位
- 2019年 -　グランドスラム・アブダビ　3位
- 2020年 -　ヨーロッパオープン・ブラチスラヴァ　優勝
- 2020年 -　グランドスラム・ブダペスト　3位
- 2020年 - パンナム選手権　優勝
- 2021年 -　グランドスラム・テルアビブ　3位
- 2021年 -　グランドスラム・トビリシ　3位
- 2021年 -　グランドスラム・カザン　3位
- 2021年 -　世界選手権　3位
- 2021年 -　東京オリンピック　7位

(出典、JudoInside.com)